# Павел Черни
Павел Черни (11. октобар 1962) бивши је чешки фудбалер.

## Репрезентација
За репрезентацију Чехословачке дебитовао је 1989. године, наступао је и на Светском првенству 1990. године. За национални тим одиграо је 4 утакмице.

## Статистика
| Чехословачке | Чехословачке | Чехословачке |
| Год.         | Ута.         | Гол.         |
| ------------ | ------------ | ------------ |
| 1989         | 1            | 0            |
| 1990         | 2            | 0            |
| 1991         | 1            | 0            |
| Укупно       | 4            | 0            |